# Alberto Brautigam Luhr
Alberto Brautigam Luhr fue el primer alcalde de la comuna de Coyhaique, parte de la actual Región de Aysén, Patagonia chilena.

## Carrera política
Como habitante de Baquedano, nombre con que antiguamente se conocía a la ciudad de Coyhaique, el 16 de mayo de 1938 Brautigam fue elegido por primera vez regidor de la comuna de Aysén junto a Adolfo Valdebenito, Juan Mackay y José Segundo Vidal Cárdenas. Ocupó el cargo hasta el 18 de noviembre de 1939. Volvió a ocupar el puesto de regidor por los dos periodos siguientes, entre el 2 de diciembre de 1939 y el 18 de mayo de 1941, y luego entre el 19 de mayo de 1941 y el 21 de mayo de 1944. En este punto, fue elegido alcalde de Aysén, puesto que ocupó entre el 21 de mayo de 1944 y el 18 de mayo de 1947.
En 1947 fue creada la comuna de Coyhaique, separándola de Aysén, mediante la ley N° 8750. Brautigam fue elegido su primer alcalde en 1948, rol que ejerció hasta 1950. Volvió a asumir en 1951, segundo periodo que terminó en 1953. Ejerció el rol de alcalde por tercera y última vez entre 1958 y 1960.